# Hilldyke
Hilldyke – osada w Anglii, w hrabstwie Lincolnshire. Leży 44 km na południowy wschód od Lincoln i 168 km na północ od Londynu.